# Кипос
Кипос (грч. Κήπος) је насељено место у општини Кожани у периферији Западна Македонија, Грчка. Према попису из 2021. године било је 112 становника.
Према бугарском географу и историчару, Василу Канчову, у Кипосу је 1900. године живео 45 Турака. Године 1923. турско становништво је принудно исељено у Турску а на њихово место су насељене грчке породице из околних села. На попису из 1928. године Кипос је имао 94 становника. Село се раније звало Бахче.